# Луллубеи

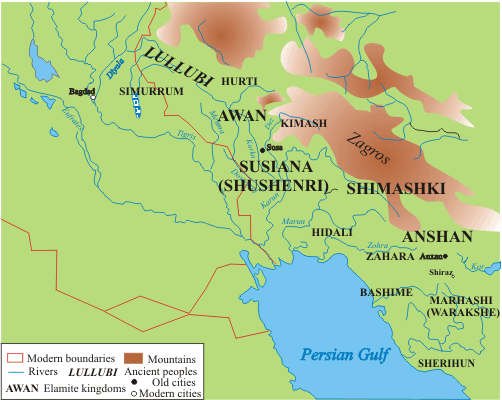
Территория Луллубеев в Месопотамии

Луллубе́и (Lullubi, Lullubu) — древний народ Ближнего Востока. Обитали в верховьях реки Дияла в горах Загрос к востоку от Двуречья. Название их предположительно переводится как «чужаки» или «чужеземцы».
Это был воинственный народ, особенно активный в период правления аккадского царя Нарам-Суэна (около 2291—2254 гг. до н. э.) из Саргоновской династии. Этот царь, видимо, подчинил себе луллубеев; это событие увековечено на одном из шедевров месопотамского искусства — стеле Нарам-Суэна. Вскоре, однако, луллубеи восстановили свою независимость и продолжили нападения на южное Двуречье, что ускорило падение первой Аккадской империи.
От XXII века до н. э. дошла надпись «царя луллубеев» с аккадским именем Анубанини. Во II тысячелетии до н. э. в государствах хурритов было много рабов из луллубеев. Города-государства луллубеев упоминаются в IX веке до н. э. в надписях ассирийских царей. 
По мнению И. М. Дьяконова, луллубеи, как и касситы и кутии, были горцами, чьи языки были родственны эламскому. Исходя из чередования предполагавшихся этнических прозвищ  — акк. lullu, nullu, lullub/p-um, lullume, хурр. и хетт. lul(l)a-he/i — Дьяконов предположил, что lullu во всех случаях было ареальным словом со значением «чужак». В урартском языке «лулу» означало «враг-чужеземец».

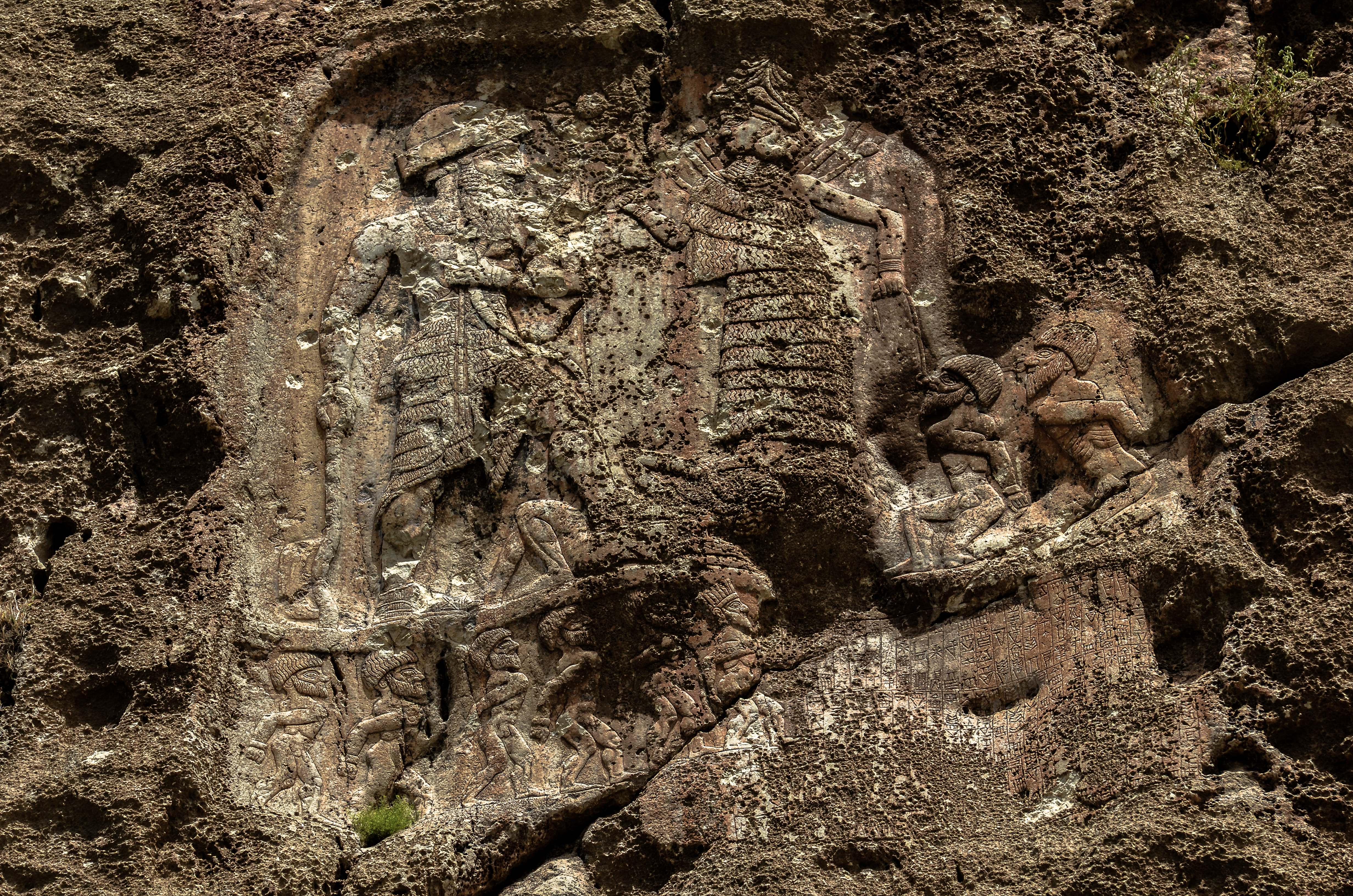
Горный рельеф Анубанини недалеко от Сере-Поле-Зохаб
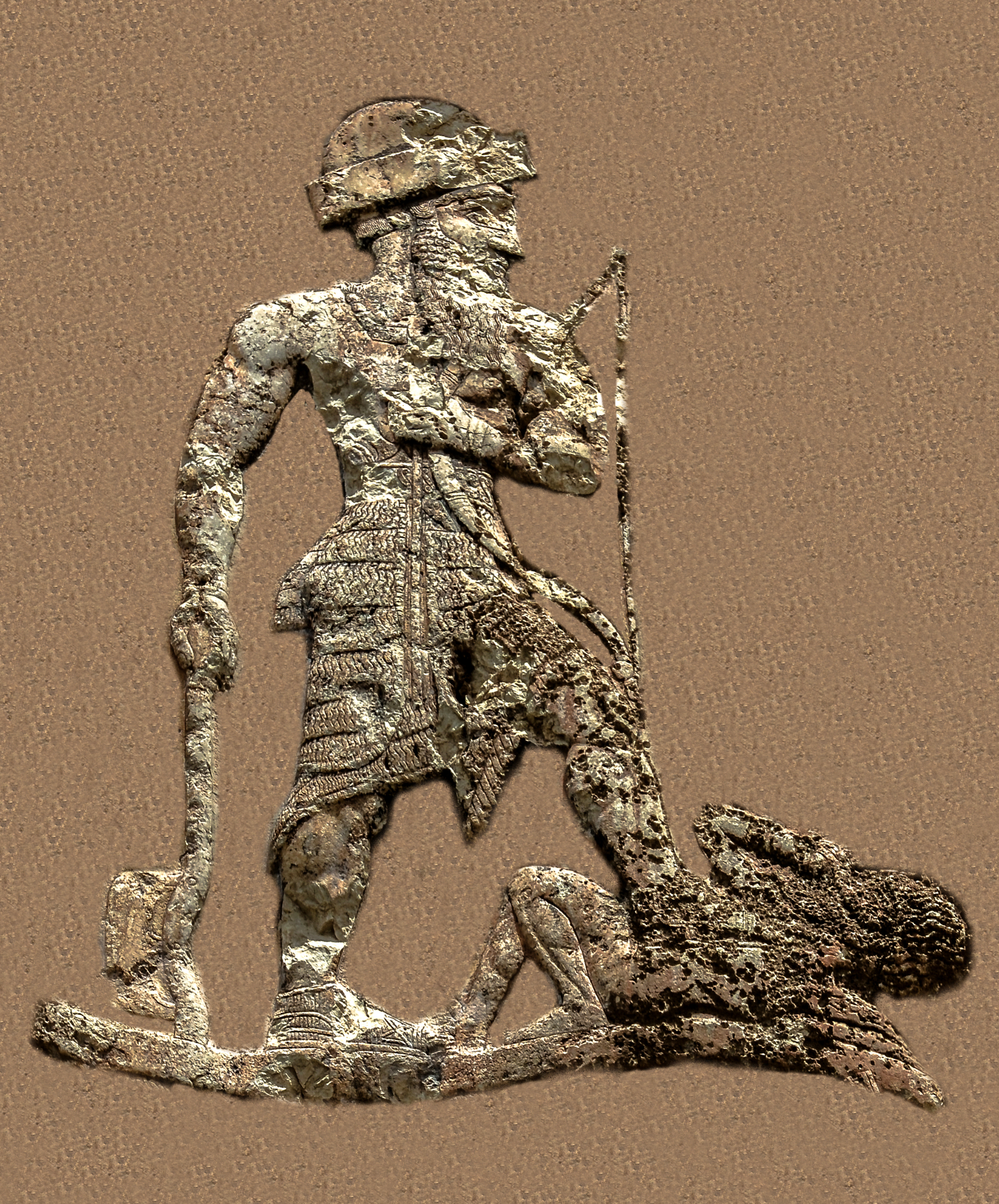
Анубанини, держа в руках топор и лук, топчет врага
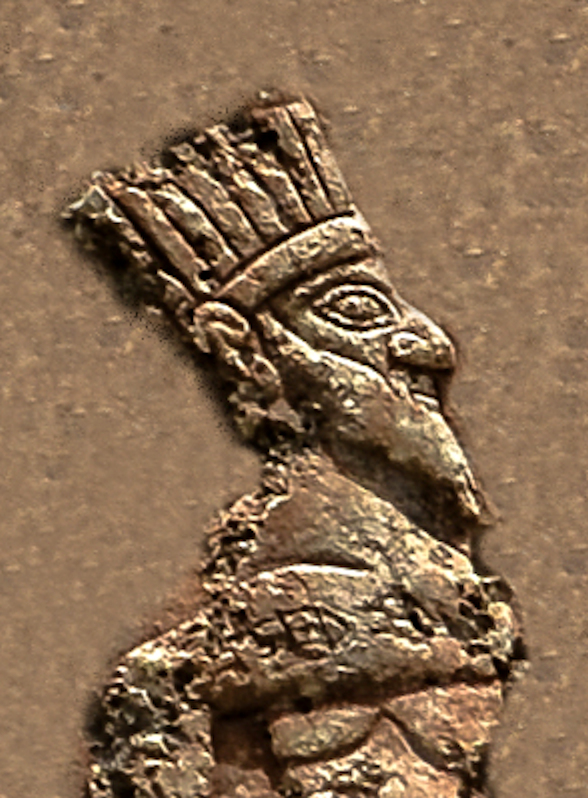
Изображение короля с короной на голове, плененного Анубанини
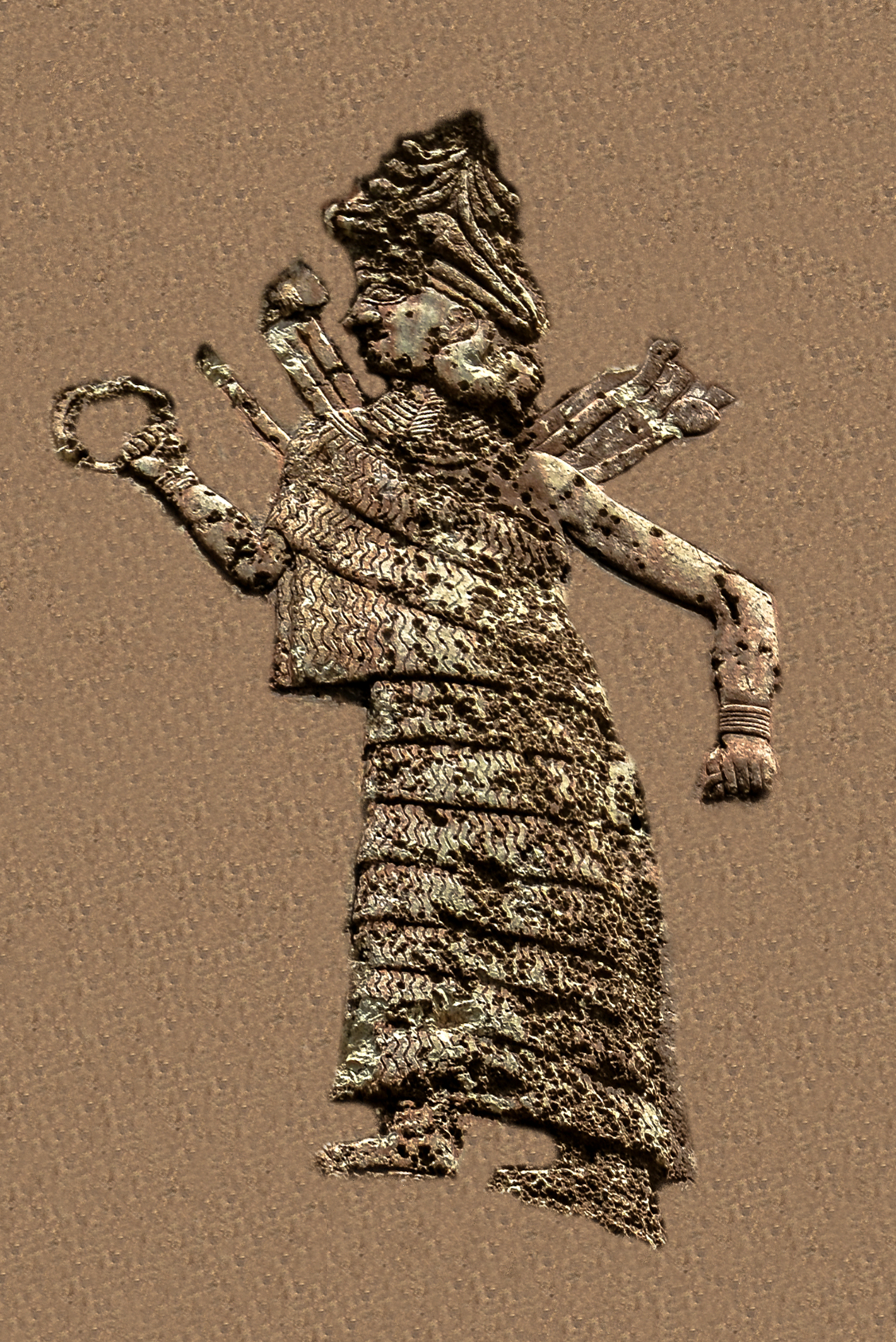
Богиня Иштар
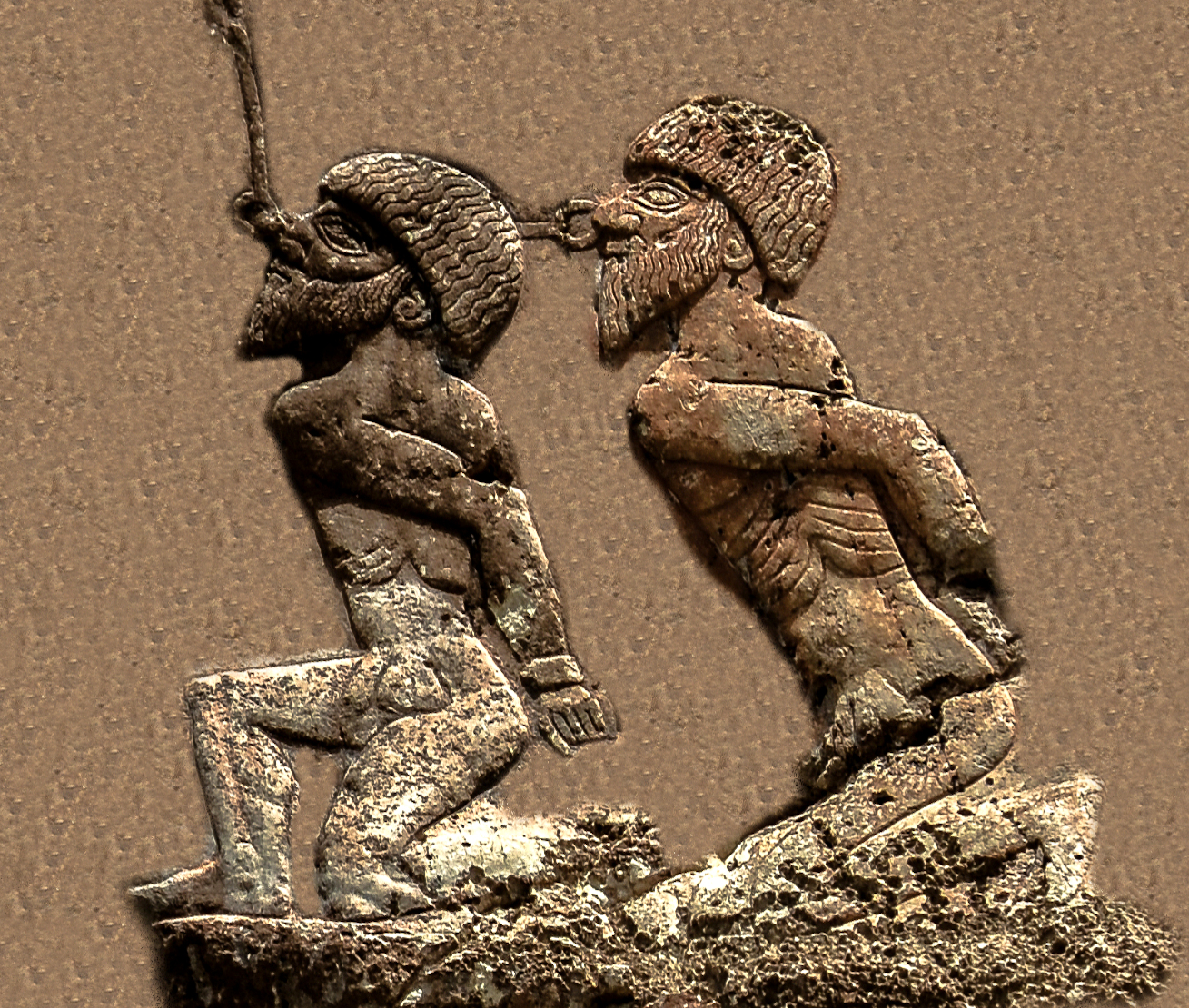
Пленники Анубанини, принесенные богиней Иштар